# 国際水泳殿堂
国際水泳殿堂 (こくさいすいえいでんどう、International Swimming Hall of Fame and Museum、ISHOF) はアメリカ・フロリダ州フォートローダーデールのワン・ホール・オブ・フェイム・ドライブにある歴史博物館及び殿堂。民間によって運営され、アメリカ合衆国及び世界中の水泳の歴史を研究する中心的役割を果たしている。展示品には水泳の歴史上有名な瞬間 (古代から現代まで) を描写した複製・原物の芸術作品や水着、公民権、水上競技で活躍した人が所有する記念品などがある。世界水泳連盟によって水上競技の公式な殿堂として認められている。

## 歴史
1964年11月23日に非営利団体としてフロリダ州で設立され、最初の執行役員としてバック・ドーソンが就任した。9か月後の1965年8月に50mプール、25ヤードの飛び込み用プール及びウォームアップ用のプールが完成した。水泳殿堂の最初の部分の除幕式は1965年12月27日に行われ、アメリカ50州全てと11の国の4500人が参加した。1968年、105の国が参加するFINAの総会がオリンピック開催中のメキシコシティで行われ、「国際的な水泳殿堂」であることを承認したため、あらゆるスポーツの中で最初に世界で承認されたスポーツ殿堂となった。1969年6月16日、名称が「国際水泳殿堂」に変更になったことを反映し、組織の定款が改正された。1965年、最初の21人が殿堂入りをした。

## 任務
生きるのに不可欠な能力とスポーツとしての水泳の利点を増進させることに専念している。これを達成すべく世界水泳博物館の運営及び水上競技においてずば抜けた人の残した成果や貢献を不滅のものにするようしている。水上競技に含まれるのは以下の6つである。
- 競泳
- 水球
- 飛込競技
- オープンウォータースイミング
- アーティスティックスイミング
- マスターズ水泳

また、殿堂入りの部門は以下のように分かれている。
- 競泳選手
- 飛び込み選手
- 水球選手
- アーティスティックスイミング選手
- オープンウォータースイミング選手
- マスターズ水泳選手
- 指導者
- （水上競技に対する）貢献者
- 先駆者

## 日本人の表彰者
※表彰年代順
- 北村久寿雄（1965年）：競泳選手
- 古橋廣之進（1967年）：競泳選手
- 鶴田義行（1968年）：競泳選手
- 清川正二（1978年）：競泳選手
- 前畑秀子（1979年）：競泳選手
- 宮崎康二（1981年）：競泳選手
- 古川勝（1981年）：競泳選手
- 山中毅（1983年）：競泳選手
- 田口信教（1987年）：競泳選手
- 青木まゆみ（1989年）：競泳選手
- 葉室鐵夫（1990年）：競泳選手
- 牧野正蔵（1991年）：競泳選手
- 高石勝男（1991年）：先駆者
- 田中聡子（1991年）：競泳選手
- 遊佐正憲（1992年）：先駆者
- 橋爪四郎（1992年）：競泳選手
- 長沢二郎（1993年）：競泳選手
- 寺田登（1994年）：先駆者
- 小池禮三（1996年）：先駆者
- 村上勝芳（1997年）：指導者
- 新井茂雄（1997年）：先駆者
- 加藤浩時（2001年）：指導者
- 大崎喜子（2005年）：マスターズ水泳選手
- 大崎剛彦（2006年）：マスターズ部門貢献者
- 小谷実可子（2007年）：アーティスティックスイミング選手
- 松沢一鶴（2009年）：指導者
- 立花美哉（2011年）：アーティスティックスイミング選手
- 金子正子（2015年）：指導者
- 鈴木大地（2021年）：競泳選手
- 北島康介（2023年）：競泳選手